# Mindenki (film)
A Mindenki 2016-ban bemutatott magyar rövidfilm Deák Kristóf rendezésében, mely elnyerte a legjobb élőszereplős rövidfilmnek járó Oscar-díjat. A nemzetközi forgalmazásban Sing címre keresztelték és ezzel a címmel jelölték az Oscar-díjra is.

## Cselekmény
|  | Alább a cselekmény részletei következnek! |

A történet 1991-ben játszódik, központi eleme egy hibásnak bizonyuló pedagógiai módszer, ami ellentmondásos helyzetet eredményez egy a sikert és kifogásolhatatlan hangzást mindenáron szem előtt tartó karvezető és egy énekelni szerető gyerekekből álló iskolai énekkar között. A tízéves Zsófi új iskolába kerül, ahol az igazgató úr elbüszkélkedik a kórus sikereivel. Amikor a kislány anyukája megkérdezi tőle, hogy be lehet-e még kerülni a kórusba, az igazgató azt válaszolja, hogy mindenkit szívesen látnak az énekkarban. Zsófi, akit elvarázsolt a kórus éneke ennek nagyon megörül. Összebarátkozik az egyik kórustaggal, Lizával, aki a legnépszerűbb lány az osztályában.
A kórus épp egy énekversenyre készül, amelyen svédországi jutalomutazást lehet nyerni. A kórusvezető, Erika néni – aki csak elsőre látszik kedvesnek – sajátos módszerrel éri el, hogy ne csússzanak hamis hangok az előadásokba: a nem egészen tisztán éneklő gyerekeket külön-külön, négyszemközt megkéri, hogy ne énekeljenek, hanem csak hangtalanul tátogjanak és tartsák ezt titokban. Így tesz Zsófival is.
Liza – aki elmeséli többek között, hogy apukája a rádiónál hangmérnök – semmit sem sejt ebből, de feltűnik neki, hogy Zsófi szomorú, majd pedig az egyik énekpróbán, azt is észreveszi, hogy Zsófi nem énekel, csak hangtalanul tátog. Az iskolából hazafelé menet sikerül kiszednie Zsófiból a furcsa viselkedésének okát. A következő kóruspróbán Liza azt is észreveszi, hogy az énekkarból többen szintén csak tátikáznak és ekkor szembeszáll Erika nénivel és bejelenti, hogy elhagyja az énekkart. Erika néni azonban elmagyarázza neki a többiek előtt, hogy a kórustagok közös érdeke az, hogy csak a tisztán éneklők énekeljenek. „Ha mindenki szót fogad, mindenkinek jó lesz” – mondja, majd hozzáteszi: nem akarta, hogy kiderüljön, kik azok, akik nem énekelnek, de most megkér minden tátogót, hogy jelentkezzen. Zsófi ekkor döbben rá, hogy nem ő az egyetlen, aki így járt. Erika néni érezteti a gyerekekkel, hogy ha mégis rosszul teljesít a kórus, akkor nemcsak a hőn vágyott utazás marad el, hanem a szüleik is csalódottak lesznek.
Zsófinak azonban van egy titkos terve és Lizával elkezdenek szervezkedni.
Elérkezik a verseny napja. Mikor a kórusnak énekelnie kellene, mindannyian hangtalanul tátogják a dal szövegét. Erika néni hiába kéri egyre idegesebben, hogy énekeljenek, szidása ellenére sem ér el eredményt, senki nem töri meg a csendet, ezért dühtől fuldokolva odasúgja a gyerekeknek, hogy „Rohadékok!”, majd levonul a színpadról. A karvezető nélkül magára maradó énekkar minden tagja – Liza kristálytiszta énekszólamát követve – énekelni kezdi az Erika nénivel begyakorolt Bodzavirág című kórusművet.
|  | Itt a vége a cselekmény részletezésének! |

## Szereplők
| Szereplő                                          | Színész           |
| ------------------------------------------------- | ----------------- |
| Erika néni, a karvezető                           | Szamosi Zsófia    |
| Zsófi                                             | Gáspárfalvi Dorka |
| Liza                                              | Hais Dorottya     |
| Igazgató                                          | Bregyán Péter     |
| Zsófi anyukája                                    | Karádi Borbála    |
| Jutka néni                                        | Garami Mónika     |
| A Bakáts téri Ének-Zenei Általános Iskola diákjai |                   |
| Osztálytársak                                     |                   |
| Gürbüz Jázmin                                     |                   |
| Katona Tünde Virág                                |                   |
| Magyar Flóra                                      |                   |
| Műsorvezető                                       | Valu Rebeka       |
| Énekes kislány                                    | Dorogi Panni      |
| Takarítónő                                        | Király Anna       |

## A film létrejötte

### Előzmények
A forgatókönyv első változatát még 2012-ben írta meg Deák Kristóf két angol társával, a film cselekményének első felét egy svéd lakótársnője által elmesélt megtörtént eset alapján, amely akkor még angol környezetben játszódott volna.
Először Angliában pályáztak támogatásra, azonban ott nem nyertek. Deák Kristóf szerint „valahogy nem működött a sztori, nem volt annyira egyszerű és puritán a történet, mint ami végül elkészült”, ezért az ötletet a „fiókba tette”. 2014-ben aztán az NMHH kisjátékfilmek és kísérleti filmek gyártásának támogatására kiírt pályázatára vette elő ismét az iskolai kórus sztoriját, immáron magyarországi környezetbe ültetve azt. A legmagasabb odaítélhető összeget, nyolc millió forintot kapott rá. További két millió forint TAO-támogatásból és az alkotók – elsősorban Deák Kristóf és a gyártócég, a Meteor Filmstúdió – hozzájárulásából gyűlt össze.
A szereplőválogatás során Szamosi Zsófiáról hamar kiderült, hogy pontosan látja azokat a rétegeket és finomságokat, amiket a rendező, és fokozottan érzékeny a filmben taglalt társadalmi jelenségekre is. Deák Kristóf korábban látta őt Pintér Béla és Társulata Szutyok című színházi előadásában, ahol nem félt komplett szörnyeteggé, ijesztően romlott lelkű emberré változni, olyanná, amilyenre a Mindenki vége-jelenetében volt szükség. A főszereplő lányok, Gáspárfalvi Dorka és Hais Dorottya sem amatőrök, de ilyen komoly főszerepet most kaptak először. Sokat próbáltak, improvizáltak, és drámatanár is segített a felkészülésükben. Steinhauser Andrea szereposztó rendező első körben nyolcvan kisebb-nagyobb színészi tapasztalattal rendelkező gyereket vitt a válogatásra, akik közül három kör után döntöttek Dorka és Dorottya mellett.

A filmben látható kórust öt különböző iskolai kórusból választotta Deák Kristóf. Fontos volt, hogy összeszokott csapat, tagjai pedig pozitív értelemben véve „rosszak” legyenek. A választás végül a budapesti Bakáts Téri Ének-Zenei Általános Iskola kórusára esett. A gyerekek nem voltak „karót nyeltek” vagy túlfegyelmezettek, miközben mégis nagy tiszteletet tanúsítottak egymás, illetve a kórusvezető pedagógusuk, Molnár Mónika iránt.

### Forgatás
A 25 perces filmet hat forgatási nap alatt vették fel. A vágás és az utómunka közel egy évig tartott, 2015 őszére készült el.
A film operatőre Maly Róbert volt, aki a Karlovy Varyban díjazott Szerdai gyereket is fényképezte. Segítségére Móna Zsolt fővilágosító és Decsi István, a kameracsapat vezetője volt.
Balázs Ádám filmzeneszerző már volt olyan dal társszerzője, ami a Jóbarátok című amerikai tévésorozat egyik részében is felcsendült. Ezúttal a Mindenki zenéjéhez édesapja, Balázs Árpád Nemes Nagy Ágnes versére írt Bodzavirág című kórusművét is felhasználta. Asszisztense és a film zenei szerkesztője Lustyik Ákos volt.
A film elkészítésében a Bakáts Téri Ének-Zenei Általános Iskola 40 diákja vett részt. A főszereplők közül Gáspárfalvi Dorkát megkérte a rendező, hogy ne tisztán énekeljen, Hais Dorottya énekhangját szinkronizálták (mivel már a munka elején jelezte, hogy nem tud olyan szépen énekelni); hangdublőre Walton Rebeka volt.
Két-három napot a II. kerületi Szent Angéla Ferences Általános Iskola és Gimnáziumban forgattak. Itt vették fel az udvari és tantermi jeleneteket még az épület felújítása előtt, így azok hitelesen idézték a kilencvenes évek hangulatát. Az iskola néhány diákja is szerepet kapott a filmben. A folyosókon és a lépcsőházban zajló események színhelye pedig az I. kerületi Szent Gellért Katolikus Általános Iskola és Gimnázium volt.
Hónapokkal azután, hogy leforgatták a filmet, úgy döntöttek, érdemes újravenni pár jelenetet a zárórészből, így – az eredetileg öt forgatási nap után – még egy napot rászántak pár jelenet újravételére, mielőtt elkészültek volna.
A filmben és előkészületeiben a rendező több családtagja is részt vett. Húga segített berendezni az osztálytermet, édesapja megépíteni a kuckót, amelybe a főszereplő kislány elvonult és a dobogót, amelyen az énekkar énekelt, de a nézők között is ott ültek statisztaként az énekverseny alatt.

### Bemutatók
A filmet 2016. február 28-án az M2 Petőfi TV-n sugározták először. A Mindenki 2016 márciusában, a Friss Hús Budapest nemzetközi rövidfilmfesztiválon mutatkozott be a hazai közönségnek. A fesztivált szervező rövidfilmes portál kiemelte a film esztétikumot előtérbe helyező, a hatalom és a gyermekek viszonyát érzékletes módon bemutató ábrázolásmódját, ezután a film fesztiváloztatását a Daazo csapata szervezte. A Mindenki európai nemzetközi bemutatója is márciusban, a 32. Lille-i Európai Filmfesztivál versenyében volt.
Tudatosan figyeltek arra, hogy Oscar-jelölő fesztiválokra is nevezzék, jelöljék a filmet.

### Fogadtatás
A Mindenki számos rangos nemzetközi filmfesztiválon is szerepelt. 2016 júniusában elnyerte a tokiói Short Shorts fesztivál nemzetközi kisjátékfilm-kategóriájának fődíját és a mustra fődíját is, amely kvalifikálta a produkciót az Oscar-nevezésre. Mind a magyar, mind a külföldi nézők könnyen azonosulnak a szereplőkkel, és sokan számoltak be közönségtalálkozókon arról, hogy saját maguk is tapasztaltak olyan iskolai túlkapást, amit a filmben dolgoztak fel.
Mindig kellemes meglepetés, amikor más kultúrákat megismerve kiderül, hogy az emberek belül ugyanolyanok, a lényeges dolgok tényleg univerzálisak.
A koreai Asiana Nemzetközi Rövidfilmfesztivál nyitófilmjeként Szöulban sikerrel vetítették, majd hamarosan a film elnyerte második Oscar-kvalifikáló díját a Chicagói Nemzetközi Gyerekfilmfesztiválon, amely az Amerikai Egyesült Államok legnagyobb gyerek- és ifjúsági filmes mustrája.
Még 2016-ban az HBO egész Kelet-Európára, így a film magyarországi sugárzására is kizárólagossággal megvette a Mindenki jogait.
Az Amerikai Filmakadémia 2016. november 23-án tette közzé azt, hogy Deák Kristóf alkotása rákerült a tízes szűkített listára, amelyből 2017. január 24-én az öt Oscar-díjra jelölt alkotás közé választották a legjobb élőszereplős rövidfilm kategóriában. A döntés folyamán az amerikai filmakadémia rövidfilmes kollégiuma számára mozikban vetítették a filmeket – Los Angelesben, San Franciscóban, Chicagóban és New Yorkban, – kimondottan azért, hogy az érintettek moziélmény alapján tudjanak szavazni.
Amikor a film az Oscar-rövidlistás lett, egy amerikai PR-céget fogadtak, a London Flair PR-t, amelyik a 2016-os rövidfilm-nyertes PR-cége is volt, hogy minél többen halljanak a filmről. A Magyar Nemzeti Filmalaptól kommunikációra elnyert támogatásából az ő megbízási díjuk mellett a film weboldala, DVD-k, brosúrák készültek, és némi Facebook-kampányt is meg tudtak valósítani.
A 89. Oscar-gálán a Los Angeles-i Dolby Theaterben, magyar idő szerint 2017. február 27-én hajnalban a Mindenki magyar produkcióként elsőként kapott a legjobb élőszereplős kisfilm kategóriában Oscar-díjat. Deák Kristóf beszédében külön kiemelte a gyerekeket, megköszönve az elismerést nekik is és remélve, hogy jó úton tudjuk felnevelni őket.

## Fesztiválok
2016
- 32. Lille Európai Filmek Fesztiválja
- Lanzarote Nemzetközi Filmfesztivál
- TIFF Kids Torontó[37]
- Friss Hús Fesztivál Budapest
- Short Shorts Ázsiai Rövidfilm Fesztivál Tokió
- Sapporo Shortsfest, Japán
- Chicago International Children’s Film Festival
- Olympia International Film Festival Görögország
- Corti da Sogni Antonio Ricci Ravenna
- Taos Shortz Film Fest, USA
- Filmfest Drezda
- SEEFest Los Angeles
- Tallgrass International Film Festival, USA
- Sharjah Intl Children’s Film Festival, Egyesült Arab Emírségek
- Heartland Film Festival, USA
- Oaxaca FilmFest, Mexikó
- Aesthetica Short Film Festival, UK
- Asiana International Short Film Festival, Szöul
- Crystal Palace International Film Festival, UK
- Cinemagic Film Festival, UK
- Cinema In Sneakers Varsó
- Filmtettfeszt Transylvania
- Mumbai International Film Festival – Half Ticket
- Olympia International Film Festival
- Dharamsala Film Festival

2017
- New York International Children’s Film Festival
- Flickerfest – Sydney, Ausztrália
- 89. Oscar-gála – Los Angeles, Dolby Theatre

## Díjak
- 32. Lille Európai Filmek Fesztiválja (2016)
  - közönségdíj
- Lanzarote Nemzetközi Filmfesztivál (2016)
  - közönségdíj
- TIFF Kids filmfesztivál, Toronto (2016)
  - közönségdíj (a legjobb rövidfilmnek járó People’s Choice Award)
- Friss Hús Budapest Nemzetközi Rövidfilmfesztivál (2016)[30]
  - Daazo.com-különdíj
- Daazo.com
  - 2014–2016 legjobb 15 magyar rövidfilm-plakája (2017)[38]
- Short Shorts Ázsiai Rövidfilm Fesztivál Tokió (2016)
  - Nemzetközi kisjátékfilm-kategória fődíja
  - fesztivál nagydíja[m 8][40]
- Sapporo Shortsfest (2016)
  - legjobb gyerekszínész (Gáspárfalvi Dorka és Hais Dorottya)
  - közönségdíj
- Chicago International Children’s Film Festival (2016)
  - legjobb kisjátékfilm
- Olympia International Film Festival Greece (2016)
  - legjobb kisjátékfilm
- Interfilm KUKI + TeenScreen Berlin (2016)
  - legjobb kisfilm 2. hely
- 55. Magyar Filmkritikusok Díjátadó (2017)
  - 2016 legjobb női epizódalakítása (Szamosi Zsófia)[m 9][41]
- 89. Oscar-gála (2017)
  - Oscar-díj a legjobb élő szereplős rövidfilmnek (Deák Kristóf, Udvardy Anna)[m 10][8]
- 43. FILMETS Badalonai Nemzetközi Rövidfilmfesztivál (2017)
  - legjobb rövidfilm[43]